# Micrathyria longifasciata
Micrathyria longifasciata är en trollsländeart som beskrevs av Philip Powell Calvert 1909. Micrathyria longifasciata ingår i släktet Micrathyria och familjen segeltrollsländor. IUCN kategoriserar arten globalt som livskraftig. Inga underarter finns listade i Catalogue of Life.